# District d'Asakura
Le district d'Asakura (朝倉郡, Asakura-gun) est un district de la préfecture de Fukuoka au Japon.
Lors du recensement de 2000, sa population était de 50 938 habitants pour une superficie de 199 km2.

## Communes du district
- Chikuzen
- Tōhō